# ملاحة دورانية

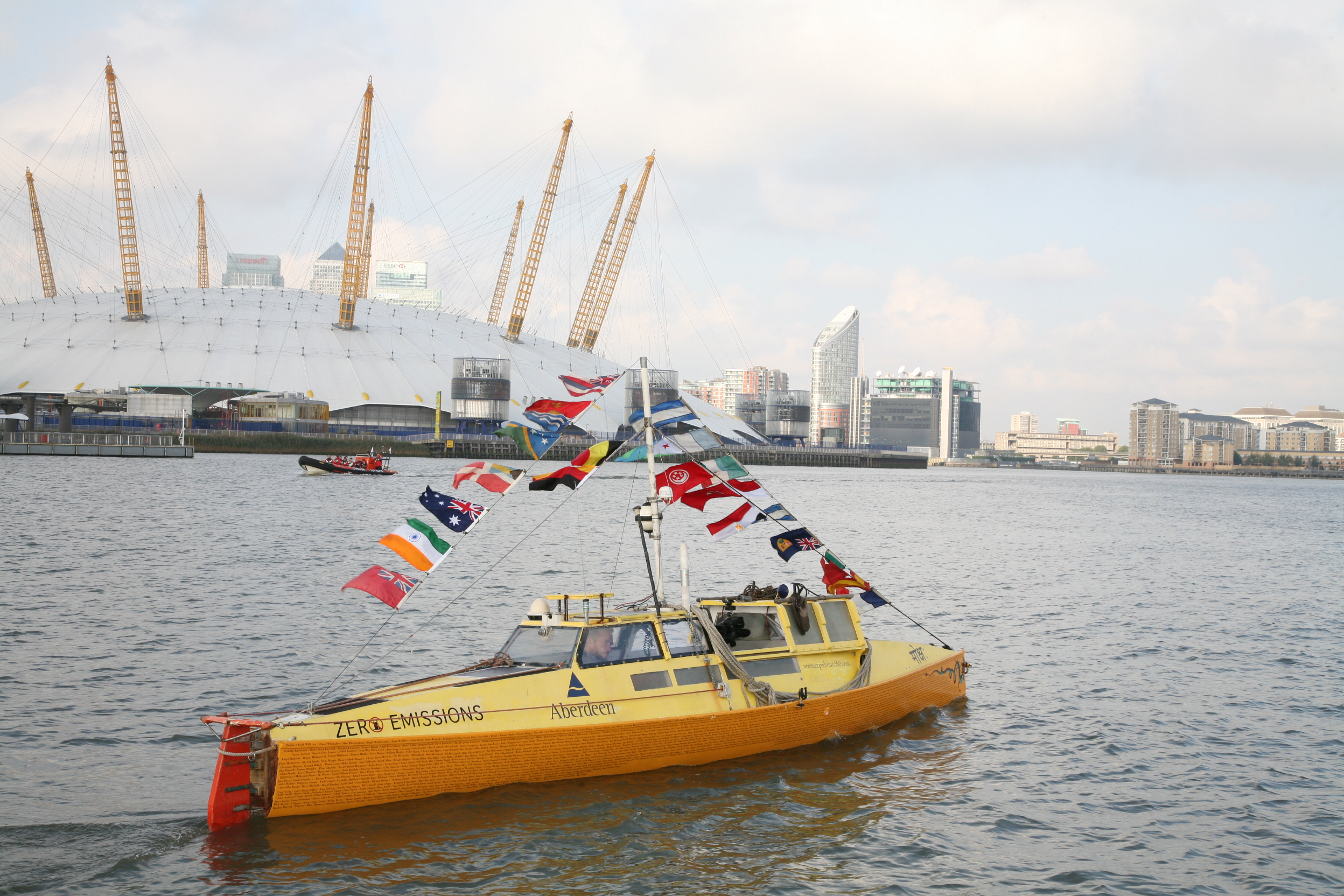

ملاحة دورانية (بالإنجليزية: Circumnavigation)‏ مصطلح يشير إلى الملاحة في محيط منحنى مغلق، وعادة تكون ملاحة حول جزيرة، أو حول قارة، أو حول كوكب الأرض عادة.
وأول ملاحة دورانية في التاريخ حسب المصادر الأوروبية والغربية كانت لرحلة فرناندو ماجلان الشهيرة.